# ASTERS
ASTERS est un conservatoire d'espaces naturels qui gère des sites naturels de Haute-Savoie. 
Cette association loi de 1901 est née le 7 juin 2000 de la fusion de l'Agence Pour l’Étude et la Gestion de l'Environnement (APEGE) et du Conservatoire de la Nature Haut-Savoyarde (CNHS). Le sigle signifie « Agir pour la Sauvegarde des Territoires des Espèces Rares ou Sensibles ».
ASTERS gère 41 sites naturels dont les réserves naturelles nationales suivantes :
- RNN des Aiguilles Rouges
- RNN du Bout du lac d'Annecy
- RNN de Carlaveyron
- RNN des Contamines-Montjoie
- RNN du delta de la Dranse
- RNN de Passy
- RNN du Roc de Chère
- RNN de Sixt-Passy
- RNN du Vallon de Bérard